# Anum (Fluss)
Der Anum ist ein Nebenfluss des Pra in Ghana in der Ashanti Region in Ghana.

## Verlauf
Zusammen mit dem Pra und dessen anderen Nebenflüssen wie dem Birim und dem Offin ist der Anum Teil des zweitgrößten Entwässerungssystems in Ghana. Das Wasser des Flusses wird an vielen Stellen abgeleitet, um Reisfelder zu bewässern.

## Rohstoffe und Ökologie
Bei Konongo wird Gold geschürft. Im Zuge des Abbaus ist die Konzentration von Arsen im Anum stark erhöht.